# Walk Away (canção de Franz Ferdinand)
"Walk Away" é uma canção de rock alternativo da banda Franz Ferdinand do seu 2º álbum, You Could Have It So Much Better . Ele foi lançado 5 de dezembro de 2005 como o segundo single do álbum no Reino Unido, entrando para o UK Singles Chart no 13º lugar.

## Antecedentes e gravação
O vídeo da canção estreou em 04 de novembro de 2005 no Canal 4.
Durante o final do festival de Novi Sad, Sérvia em 6 de julho de 2006, Alexander Kapranos explicou que a canção era dedicada à Gavrilo Princip um assassino sérvio-bósnio que matou o arquiduque Franz Ferdinand. Ele disse: "sérvios! Há um sérvio que é particularmente caro para nós. Seu nome é Gavrilo Princip. Esta canção é dedicada a ele!"

## Faixas
Todas as faixas escritas por Alex Kapranos e Nick McCarthy, exceto onde indicado.
1. "Walk Away" - 3:36
2. "The Fallen" (versão acústica) - 2:44

- CD

1. "Walk Away" - 3:36
2. "Sexy Boy" ( Ar Cover) (Jean-Benoît Dunckel, Nicolas Godin) - 3:40

- DVD

1. "Walk Away" (vídeo)
2. "Walk Away" (making of video)
3. "This Boy" (ao vivo em Edimburgo)

## Créditos
- Arte (Design) - Matthew Cooper
- Arte (Foto) - Mads Perca-Nielsen
- Mixado por - Parker *
- Produtor - Franz Ferdinand, Rich Costey (faixas: 1)

## Tabelas musicais
| Paradas (2005)                                | Melhor posição |
| --------------------------------------------- | -------------- |
| Bélgica (Ultratip Bubbling Under de Flandres) | 8              |
| Alemanha (Offizielle Deutsche Charts)         | 96             |
| Irlanda (IRMA)                                | 46             |
| Países Baixos (Single Top 100)                | 84             |
| Escócia (Scottish Singles Chart)              | 9              |
| Reino Unido (UK Singles Chart)                | 13             |
| Reino Unido (OCC UK Indie)                    | 3              |